# کوواری
کوواری (نام علمی: Dasyuroides byrnei) نام یک گونه از تبار ستبردم‌تباران است.